# Perameles bougainville
Perameles bougainville, conocido como tejón marsupial rayado, es una especie de marsupial peramelemorfo de la familia Peramelidae. Hace años se distribuía por todo el sur de Australia, desde Australia Occidental hasta Nueva Gales del Sur, pero ahora ha quedado confinada a las islas de  Bernier, Dorre y Faure en Shark Bay (Australia Occidental).